# Nowe Jeruzalem (monaster)

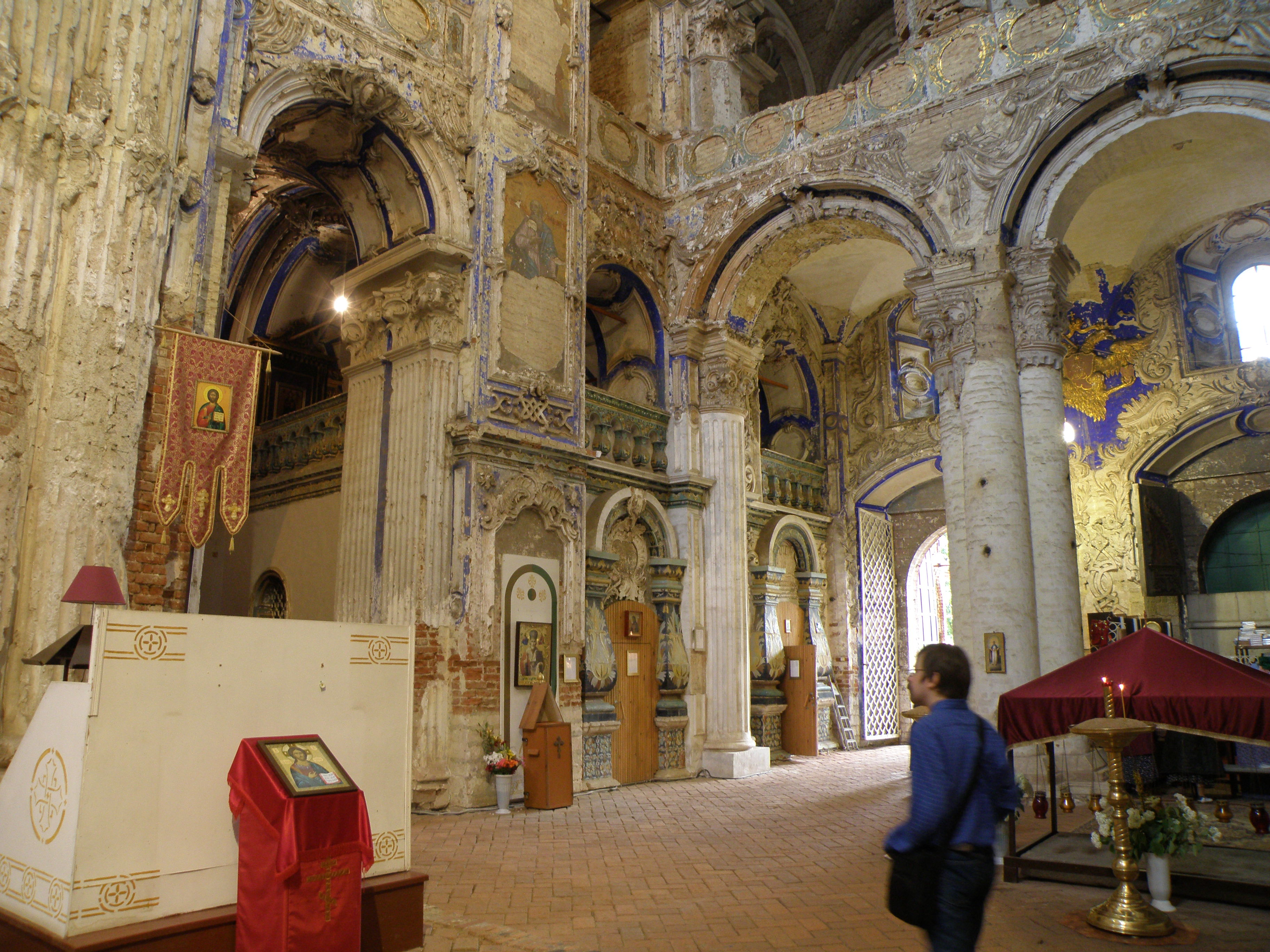
Wnętrze soboru Zmartwychwstania Pańskiego w monasterze

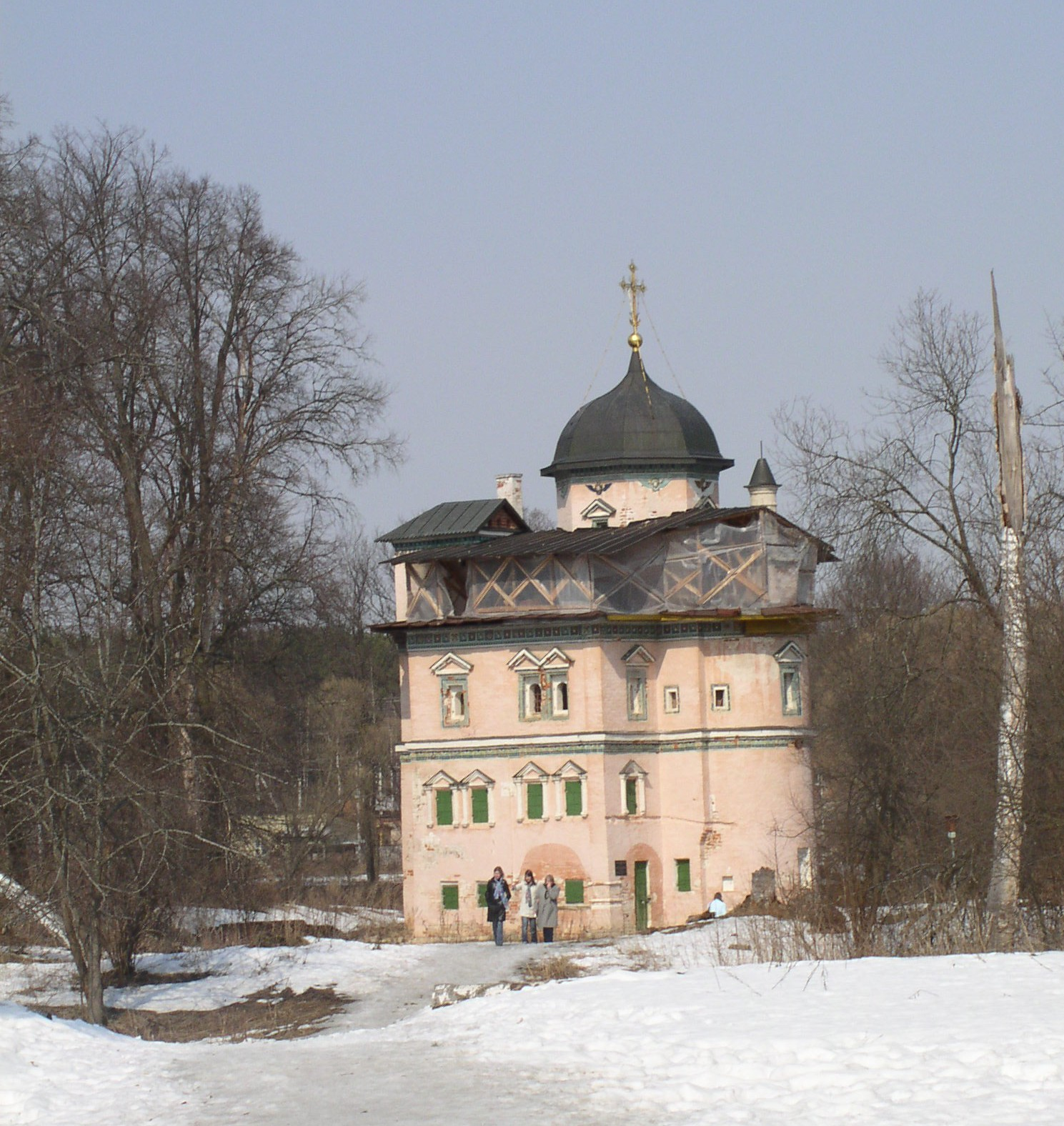
Skit Nikona

Nowe Jeruzalem (ros. Новый Иерусалим), właśc. monaster Zmartwychwstania Pańskiego – prawosławny męski klasztor w mieście Istra, zbudowany z inicjatywy patriarchy moskiewskiego Nikona.

## Historia

### Wzniesienie monasteru
Powstanie monasteru wiązało się z szerszymi planami patriarchy Nikona, który pragnął zmienić Moskwę w największe prawosławne sanktuarium na świecie. W tym celu doprowadził on do przeniesienia do stolicy szeregu relikwii świętych. Ukoronowaniem planów hierarchy miała być budowa świątyni będącej upiększoną repliką bazyliki Grobu Świętego, której model Nikon otrzymał od patriarchy jerozolimskiego Paisjusza.
Hierarcha zakupił ziemię na potrzeby klasztoru w 1656 od bojara Romana Boborykina. Wybierając miejsce pod monaster, kierował się podobieństwem okolic Istry do krajobrazu Palestyny. Na zakupionych gruntach polecił nadać poszczególnym elementom krajobrazu (wzgórza, strumienie) nazwy nawiązujące do Nowego Testamentu. W roku następnym miało miejsce poświęcenie tymczasowej drewnianej świątyni. Uczestniczył w nim car Aleksy I, który, zachwycony okolicą, miał jako pierwszy użyć w stosunku do tworzonej wspólnoty monastycznej określenia Nowe Jeruzalem.
Przyspieszenie prac budowlanych nad klasztorem nastąpiło w 1658, gdy Nikon, wskutek konfliktu z carem, wyjechał z Moskwy i przestał wykonywać obowiązki patriarchy. Zamieszkał wówczas na stałe w budowanym monasterze i osobiście współtworzył projekt jego głównego soboru, w oparciu o przywiezione przez hieromnicha Arseniusza (Suchanowa) plany bazyliki w Jerozolimie. 1 września 1658 wznoszenie soboru rozpoczęła skompletowana przez patriarchę grupa architektów: Awierkij Mokiejew, Siemion Biełousow, Iwan Biełozier, Stiepan Połubies oraz Ignatij Maksimow. Ponadto Pietr Zaborskij kierował grupą 32 robotników z Białorusi. Zgodnie z projektem, sobór przewyższył rozmiarami jerozolimski pierwowzór, jego wysokość osiągnęła ponad 60 metrów. Budowla składała się z głównej nawy, licznych kaplic bocznych oraz podziemnej cerkwi. Przepych wyposażenia obiektu miał wyrażać piękno kosmosu przemienionego poprzez ofiarę Chrystusa, stąd w budowie użyto ogromnej ilości kamieni szlachetnych, zaś każdy element budynku zdobiły bogate ornamenty. Główny ołtarz obiektu nosił wezwanie Zmartwychwstania Pańskiego. W centrum znalazła się upiększona kopia kaplicy Grobu Pańskiego. Łączna ilość ołtarzy we wnętrzu miała osiągnąć 365, by każdego dnia roku Święta Liturgia była odprawiana na innym. Do czasu upadku Nikona ukończono jednak tylko 29 z nich.
Od zachodu do głównego soboru przylegała cerkiew Świętych Konstantyna i Heleny, zagłębiona na sześć metrów w ziemi; jedynie jej kopuły były widoczne nad jej powierzchnią. Znajdujący się w niej ikonostas w całości powstał poprzez rzeźbę w kamieniach szlachetnych i łączenie ich ze sobą.

### Funkcjonowanie monasteru w XVII w.
Dzięki staraniom Nikona monaster stał się za jego życia ważnym ośrodkiem artystycznym. Pracujący przy jego rozbudowie budowniczowie i artyści wykonywali później prace przy najbardziej prestiżowych cerkwiach Rosji. Nikon założył w Nowym Jeruzalem również bibliotekę i planował otwarcie drukarni. Do 1666 wspólnota monastyczna wzrosła do 500 mnichów.
Odrębnym obiektem w kompleksie zabudowań był tzw. skit Nikona, czwórkondygnacyjna budowla, w której znajdowała się cela zajmowana przez patriarchę, pomieszczenie przeznaczone do przyjmowania gości oraz dwie kaplice. Hierarcha mieszkał w nim między rokiem 1658 a 1666, od wycofania się z życia publicznego i zaprzestania wykonywania zadań patriarchy do złożenia z urzędu i zesłania do Monasteru Terapontowskiego. Jego późniejsze prośby o umożliwienie mu powrotu do Nowego Jeruzalem były rozpatrywane odmownie. W monasterze odbył się jedynie jego pogrzeb 26 sierpnia 1681. Patriarcha został pochowany w kaplicy św. Jana Chrziciela. Po śmierci inicjatora budowy klasztoru jego rozbudowa była kontynuowana według pierwotnych planów. W 1685 poświęcono gotowy sobór Zmartwychwstania Pańskiego, zaś dookoła niego wzniesiono budynek mieszkalny z celami mnichów. W latach 1682–1692 wielka księżna Tatiana Michajłowna zbudowała na terytorium monasteru własną rezydencję z cerkwią Narodzenia Pańskiego. Z kolei w latach 1690–1697 całość zabudowań otoczono murami o łącznej długości 930 metrów i wzniesiono bramę wjazdową z cerkwią nadbramną Wjazdu Chrystusa do Jerozolimy.

### XVIII–XIX w.
W 1723 zawalił się dach namiotowy nad kaplicą Grobu Pańskiego, zaś trzy lata później w monasterze wybuchł pożar. Skutki obydwu katastrof zostały usunięte w latach 1756–1761; pracami renowacyjnymi kierował Bartolomeo Rastrelli. Dzięki wsparciu carycy Elżbiety wnętrze cerkwi klasztornych otrzymały nowe, barokowe wyposażenie.
Kolejne prace renowacyjne przeprowadził po 1870 przełożony klasztoru archimandryta Leonid (Kawielin). Ten sam duchowny urządził w części pomieszczeń monasteru muzeum pamięci patriarchy Nikona, zaś w 1876 opublikował pracę poświęconą dziejom klasztoru. W II połowie XIX oraz na początku XX w. Nowe Jeruzalem było ważnym ośrodkiem pielgrzymkowym. Według danych z 1911 monaster odwiedziło 31 tys. pielgrzymów. Klasztor angażował się w organizację pomocy materialnej dla najbiedniejszych i prowadził szkołę dla 100 chłopców z ubogich rodzin wiejskich. W czasie I wojny światowej mnisi prowadzili szpital dla rannych i chorych żołnierzy armii carskiej.

### Po 1917. Zniszczenie i odbudowa
Po rewolucji październikowej monaster został zamknięty, a jego mienie rozkradzione. Następnie na jego terytorium otwarto muzeum. W okresie II wojny światowej, gdy hitlerowcy niemal całkowicie spalili miasto Istra, wysadzona w powietrze została również część obiektów monasterskich. Po wojnie Nowe Jeruzalem zostało odrestaurowane według projektu A. Szczusiewa, z przeznaczeniem na muzeum etnograficzno-architektoniczne i kompleks wypoczynkowy. Po upadku Związku Radzieckiego, od 1994, muzeum i męska wspólnota mnisza współużytkują obiekty. Odbudowę klasztoru koordynuje fundacja, której współprzewodniczącym jest patriarcha moskiewski i całej Rusi; w pracach organizacji uczestniczył jako prezydent Rosji Dmitrij Miedwiediew (następnie jako przedstawiciel rządu rosyjskiego). 5 listopada 2013 patriarcha Cyryl poświęcił ponownie odnowioną cerkiew nadbramną Wjazdu Pańskiego do Jerozolimy.